# جیمی سانگستر
جیمی سانگستر (انگلیسی: Jimmy Sangster؛ ۲ دسامبر ۱۹۲۷ – ۱۹ اوت ۲۰۱۱) یک فیلم‌نامه‌نویس، تهیه‌کننده و کارگردان اهل بریتانیا بود.

## فیلم‌شناسی
- نانی (کارگردان، فیلم‌نامه‌نویس، تهیه‌کننده)
- کابوس (کارگردان، فیلم‌نامه‌نویس، تهیه‌کننده)
- سالگرد (کارگردان، فیلم‌نامه‌نویس، تهیه‌کننده)
- هیستری (فیلم‌نامه‌نویس، تهیه‌کننده)
- شدت (فیلم‌نامه‌نویس)
- دراکولا: شاهزاده تاریکی (فیلم‌نامه‌نویس)
- پارانویک (فیلم‌نامه‌نویس)
- محاصره خیابان سیدنی (فیلم‌نامه‌نویس)